# Волчий дождь
Волчий дождь (яп. ウルフズレイン Уруфудзу Рэйн, англ. Wolf's Rain) — аниме и манга. Включает 26 серий телесериала и четыре дополнительные OVA-серии, выпущенные на DVD, которые заканчивают историю. В России лицензирован компанией XL Media в 2006 году. Относится к жанру постапокалиптики.
Музыка была создана Ёко Канно. Сценарий написан Кэйко Нобумото, которая также работала над созданием Cowboy Bebop.

## Сюжет
Перед концом света рай появится в этом мире, и только волки будут знать дорогу к нему.
XXXIX век. Войны и катаклизмы превратили Землю в безжизненные тундры и пустыни, повсюду руины и обломки военной техники. Технологии старого мира сосредоточены в руках небольшой группы людей-аристократов. Обычные люди выживают в ещё оставшихся городах. Но никто уже не верит в будущее. Цивилизация медленно идёт к упадку.
Легенда этого мира гласит, что когда наступит апокалипсис, только волки смогут найти дорогу в рай. Однако считается, что уже 200 лет как все волки истреблены. Но на самом деле они лишь научились прятаться среди людей. Здешние волки — это не обычные животные, а разумные, обладающие невероятной скоростью и выносливостью существа. Они способны разговаривать и «очаровывать» людей: всем вокруг кажется, что перед ними не волк, а обычный человек.
Однажды в жизни трёх волков, Цумэ, Хигэ и Тобоэ, которые приспособились жить среди людей, появляется белый волк, которого зовут Киба. Он ищет рай. Он целеустремлён, горд и поначалу даже не желает притворяться человеком. Все вместе они отправляются на поиски рая.
Рай достижим с помощью лунного цветка, воплощённого благодаря алхимии в юной девушке — Чезе. Она не человек, а цветок, но имеет человеческий облик. Её запах притягивает волков, и только с помощью волка и её самой возможно найти и открыть рай. Однако с помощью этой девушки-цветка и специальных технологий рай могут попытаться создать и не только волки. Но рай без волков не настоящий, а искусственный, и в конце концов те, кто пытался создать его самостоятельно, это понимают.
Мир постепенно леденеет. Всё меньше городов, всё меньше людей, только лёд. Исчезают звери. Лёд, холод, ветер и краснеющая Луна, означающая приход конца мира. Главный герой, Киба, вместе со своими новыми товарищами, остальными волками, находит связанный с ним лунный цветок, Чезу, они признают друг друга и отправляются искать рай. По пути Чезу похищают, и волки снова вынуждены искать её. Но путь этот очень длинен и тернист, Киба в длинной дороге перед самым её концом теряет своих попутчиков, ставших ему друзьями. Первым погибает Тобоэ — защищая человека, хозяина Блю, от Дарсии: «Он больше всего на свете любил людей». Потом приходит черёд Хигэ и Блю: они пытались помешать Дарсии идти ко входу в рай. И до самого конца они остаются вместе. Цумэ добивает Хигэ по его же просьбе, так как тот больше не хочет мучиться от боли. Следуя дальше, Цумэ даёт фору Кибе, выигрывая время, тоже кидаясь на Дарсию, но проигрывает и остаётся умирать на месте. До самого конца он не подпускает никого близко. Только Тобоэ сумел нащупать брешь в броне его замкнутости, Цумэ прошёл этот путь лишь только для него, как он признался умирающему Тобоэ, но теперь Тобоэ мёртв, и Цумэ погибает в гордом одиночестве. «Я хотел довести тебя до рая. Я прошёл этот путь только из-за тебя…»
Также Цумэ говорит Кибе: «Я всегда это знал, где-то в глубине души я это понимал. Поэтому я жил, как хотел. Встретив тебя, точно понял — не мне открывать рай, не мне в него идти… Иди!» И произносит, умирая, когда Киба уже отбежал: «Давайте мы все встретимся в раю».
Последний соперник Кибы — Дарсия, потомок того, кто с помощью алхимии создал Чезу и кто знает её возможности. Он пробудил в себе волка благодаря древним знаниям и считает, что тоже сможет открыть рай. Но нынешний цветок, Чеза, предназначена Кибе и защищает его. Они вступают в поединок, а Чеза уже не может сдерживать открытие входа в рай, перерождения мира. Киба тоже не может сдержать Дарсию: за прошедшее время тот успел набраться сил и опыта намного больше нового избранного волка. Но Дарсия отравляется ядом Чезы: когда тот кусает её, цветы луны не защищают Дарсию, и он погибает от силы входа в рай. И Чеза, цветок луны, на глазах у Кибы рассыпается множеством семян — ростков новой жизни, которые через какое-то время дадут жизнь новому миру.
И вот уже целая планета льда, мёртвые друзья, ни искорки жизни, холод, и не видно конца этому. И Кибе приходят в голову пессимистичные мысли: «Нет никакого рая. На краю Земли вообще ничего нет. Сколько ни иди, всё время одно и то же. И всё-таки, зачем мне нужно найти его? Я слышу голос…» Но он идёт, неся корень Чезы, идёт… Но силы Кибы истощаются, он больше не может продолжать путь. Он ложится, но вдруг всё вокруг начинает расцветать, мир снова оживает. Семена и корень Чезы расцветают, лёд тает, и Киба проваливается под воду и тонет… Все погибли. Но вот уже мы видим новый расцветший мир, полный жизни. Вот он — новый перерождённый мир, рай. Но здесь же и остаётся волчий глаз Дарсии, символизирующий Тьму. Эти вкрапления появляются и на лунном цветке… Свет и Тьма — две стороны одного начала.
Эпилог. Привычный нам мир: люди, машины и их гудки в пробках. И снова случаем пересекаются пути и сводятся вместе персонажи, те самые волки в обличье людей, что искали рай. И цветок луны. Киба ускоряет шаг и начинает бег навстречу лунному цветку и своим новым поискам…
Аниме состоит из 26-ти телесерий и 4-х OVA, которые, по сути, заменяют финал и продолжают его вести к ответу на вопрос: существует ли рай, что же он на самом деле из себя представляет, и кто же до него добрался, если добрался вообще? Альтернативных концовок у сериала нет.

## Волки

Слева направо: Киба, Цумэ, Хигэ, Тобоэ

Киба (яп. 牙 «Клык») — избранный волк, который ищет рай. Он ничего не боится. Именно Киба призвал всех на поиски и ведёт их, руководствуясь своими инстинктами. Поиск рая стал единственной его целью, поэтому он яростнее всех защищает Чезу. Темноволосый юноша с голубыми глазами, или тундровый волк с белой шерстью. Когда он был ещё маленьким щенком, он видел множество лунных цветов, но всех их сожгли, они сгорели практически мгновенно, так же как и сгорела вся его стая волков, отрезанная огнём от пути спасения. Выжил один лишь Киба. Его нашёл и выходил индеец. В раю он надеется найти будущее и одновременно с этим пытается найти его для того, чтобы суметь выжить. Подчас кажется, что Кибе совсем не нужны друзья, и он живёт только ради своей цели. Но в конце Киба признается, что такой рай без друзей ему не нужен.
Сэйю: Мамору Мияно
Цумэ (яп. 爪 «Коготь») — самый старший и опытный волк. Похож на русского волка серого цвета. Занимает лидирующие позиции вместе с Кибой. Одинокий волк, который никому не верит и не доверяет. Больше других старается жить сам по себе. Евразийский серый волк, привыкший полагаться только на себя. Жесткий и независимый, но со временем стремится помочь своим друзьям и защитить их. До ухода из города Фриз-сити Цумэ был главой местной шайки бандитов. Цумэ не верил в существование рая, но в городе его ничто уже не держало, и он ему осточертел. К тому же он решает оберегать малыша-щенка Тобоэ. Несколько раз Цумэ спасает ему жизнь, рискуя собственной. Цумэ носит чёрную кожаную одежду, у него короткие серебристые волосы, много шрамов на теле, а на груди у него особый и большой шрам в форме креста в память о былой трагедии — изгнании из своей стаи волков. Сначала вступает в конфликт с Кибой, фактически их встреча началась с драки. Но со временем они начинают понимать и считаться с мнением друг друга, а также и слушать мнения других. Также со временем его неверие в рай перерастает в нечто большее, он желает убедиться сам в том, существует ли рай и правда ли то, что волки несут погибель этому миру. Когда умирает Тобоэ, Цумэ признается, что хотел довести его до рая и прошёл этот путь только из-за него. Сначала к Тобоэ он относился пренебрежительно: кричал на него, придирался и прочее, — но позже он стал относиться к подростку намного мягче и нежнее. То ли он стал считать его за брата, то ли за своего сына. Тобоэ же был всегда ему рад и добродушно отвечал на добрые отзывы Цумэ.
Сэйю: Кэнта Миякэ
Хигэ (яп. 髭 «Усы») — любитель поесть и пообщаться с девушками. Выглядит как мексиканский волк, носит ошейник с номером 23 (в аниме с буквой Х), из-за которого волков и выслеживали. Неплохо разбирается в секретах человеческого общества, легко может обмануть людей и украсть. Порой совершает серьёзные ошибки. Во Фриз-сити бродил по городу и лаборатории, поскольку его привлекал там запах Чезы. Полноватый парень с рыжей шевелюрой. В прошлом работал на леди Джагару, внедряясь в стаи волков, предавая их и наводя на них тем самым её воинов по отлову волков. Уговорил Блю пойти вместе с волками и полюбил её.
Сэйю: Акио Суяма
Тобоэ (яп. 遠吠え «Вой») — самый молодой волк. Судя по внешности, он арабский волк. В сущности, это мальчик с карими глазами и тёмными рыжеватыми волосами. С детства жил у бабушки как обычный пёс, но после её смерти, причиной которой стал сам Тобоэ по своей неосторожности, остался один. Очень добрый, наивный, открытый, постоянно пытается примирить команду, когда возникает ссора. Тобоэ часто трусит и замирает в страхе при опасности. Как правильно заметил Цумэ, он любит людей больше всего на свете. Больше всего хочет, чтобы волки, люди и другие животные жили наравне друг с другом, в мире и гармонии. Поэтому совсем не против снова стать домашним псом и жить с людьми. Из всех четверых один говорит то, что думает и ощущает, совершенно не обращая внимания на то, что над ним за это иногда смеются, а чаще — просто не понимают его. Он очень привязался к Цумэ, считает его хорошим, к тому же тот несколько раз спасал ему жизнь, хотя и достаточно агрессивно пресекал его порывы к дружбе. Но со временем Цумэ стал по-другому относиться к юному волку. Тобоэ спас от смерти Квента Яйдена, хотя тот его неоднократно пытался пристрелить. А ещё однажды Тобоэ переборол свой страх, нашёл в себе храбрость и в бою спас волков от огромного моржа. На лапе носит браслеты, подаренные старушкой-хозяйкой.
Сэйю: Хироки Симовада
Блю (яп. ブルー «Голубая» или «Синяя») — тёмно-синяя полуволчица-полуовчарка, из-за которых и получила кличку Блю. До гибели семьи «Папаши» (Квента Яйдена) она была действительно счастлива и чувствовала себя собакой. Предана Квенту Яйдену. После же гибели его семьи жила с ним и с ним же преследовала волков. Но, почувствовав запах Чезы, девы цветка, и услышав от неё, что в ней течёт и волчья кровь, Блю поняла, что это правда и она наполовину волчица (поэтому она хорошо и выслеживала волков). Блю научилась принимать человеческий вид (или очаровывать людей) и почти сразу же наткнулась на волков. В человеческом облике она высокая и красивая брюнетка с сине-голубыми глазами, которая одета в короткий тёмно-синий, почти чёрный, плащ, красный шарф на шее и длинные сапоги выше колен (ботфорты) того же цвета, что и плащ. Поначалу она не хотела идти с волками, но ужасный любитель побыть в компании девушек и рьяный охотник за женскими сердцами Хигэ всё-таки уговорил её. Впоследствии Блю сильно влюбилась в Хигэ, как и он в неё.
Сэйю: Маюми Асано

### Остальные персонажи
Чеза (яп. チェザ «Дева цветка») — дева цветка, искусственно созданная Дарсией Первым с помощью алхимии из лунного цветка. Она очень важна для волков, поскольку является ключом к раю. Все время она ждала встречи с Кибой, так как была рождена для этого. Является растением в обличье красивой юной девушки с красными глазами. Способна влиять на волков, усыпляя их своей песней-колыбелью, а также и залечивать их раны. Может приспосабливаться почти к любой среде, однако требует света и воды, иначе начинает увядать и засыхать. Говорит о себе в третьем лице, называя себя «эта». Очень сильно и возбуждённо реагирует на волчью кровь.
Сэйю: Ариса Огасавара
Дарсия Третий (яп. ダルシア) — лорд и аристократ из семьи (клана) Дарсия, внук Дарсии Первого, который написал «Книгу Луны», собрание всех знаний и достижений алхимии, благодаря которым он и создал Чезу из лунного цветка, и всё это ради достижения рая. Дарсия Первый бесследно исчез, когда направлялся в рай. А Дарсии Третьему нужен рай для снятия проклятия с себя и со своей любимой — Хамоны. Для воссоединения с ней, своей единственной возлюбленной. Когда-то волки прокляли его, и теперь его левый глаз — волчий, но который даёт ему огромные возможности. Именно волчий глаз даёт ему понимание, что рай, который могут открыть аристократы, лишь иллюзия, искусственный рай, который не идёт ни в какое сравнение с тем раем, истинным раем, который могут открыть волки. По его словам, рай — это мир, где правят волки. Цель Дарсии — попытаться открыть волчий рай, где он и его возлюбленная Хамона наконец смогут быть вместе.
Сэйю: Такага Курода
Квент Яйден (яп. クエント・ヤイデン) — охотник на волков, шериф с лицензией на ношение снайперской винтовки, которой отлично владеет. Он лично видел волков и считает, что именно они убили его семью. С тех пор он путешествует по миру со своей верной полусобакой-полуволчицей Блю в поисках волков. Потеря близких подкосила его и, видимо, стала причиной пьянства. Он очень любит свою собаку Блю, с которой путешествует для отлова волков. Блю называет его «папашей». Лишь потом он до конца понимает, что она наполовину волк, хотя подозрения были у него с самого начала, как сынишка принёс её домой ещё совсем маленькой. Цель Квента Яйдена, ради которой он до сих пор живёт, — уничтожение всех волков до единого. Ненависть к волкам — это единственное, что держит его в этом мире.
Сэйю: Унсё Исидзука
Хабб Лебовски (яп. ハブ・リボウスキ) — детектив, следователь и бывший муж Шер, до сих пор сильно любит её и пытается во что бы то ни стало её защитить. У него аллергия на некоторых животных и волков, из-за которой ему удаётся засекать их там, где этого не смогли бы сделать другие люди. Отправляется на поиски Шер. Это ему удаётся, и взаимные чувства вновь возвращаются к ним.
Сэйю: Мицуру Миямото
Шер Дегре (яп. シェール・ドゥグレ) — учёная и бывшая жена Хабба, которая изучала Чезу. Она стремится любой ценой постичь и разгадать тайну девы цветка, Чезы, а заодно понять, почему она так одержима ею. Увлекается чтением книг и легенд, но плохо готовит, рассталась с мужем из-за исследований и одержимости Чезой. Стремится за цветком даже после всего случившегося. После того как Хабб находит её и всячески защищает и оберегает, она понимает, что тоже искренне испытывает чувства к своему бывшему мужу.
Сэйю: Кахо Кода
Хамона (яп. ハモン Хамон) — аристократка и единственная возлюбленная Дарсии Третьего. Младшая сестра-близнец Джагары. Её душа начала исчезать из-за проклятия клана Дарсии. По словам Дарсии Третьего, она поражена тяжёлым недугом рая и её душа украдена раем. Физически она была жива, но солдаты Джагары убили её. С помощью истинного волчьего рая Дарсия Третий во что бы то ни стало жаждет вернуть душу своей возлюбленной, оживить Хамону и быть с нею.
Сэйю: Маая Сакамото
Джагара (яп. ジャガラ Дзягара:) — аристократка, глава Затерянного города, старшая сестра-близнец Хамоны, возлюбленной Дарсии Третьего. Её главной целью является достижение Рая, и ради достижения этой цели она запускает процесс апокалипсиса. Колдунья и обладательница самой сильной армии среди аристократов. Влюблена в Дарсию Третьего и знает, что это чувство безответно. Но все равно цель Джагары — открыть рай для себя, рай для аристократов, где она могла бы быть с Дарсией.
Сэйю: Ацуко Танака
Оакам — лорд, аристократ и глава Фриз-сити. В своё время украл Чезу у Дарсии, продемонстрировав свою силу, но практически ничего о ней не знает и так и не добился результатов в её изучении. Впоследствии был убит солдатами Джагары.
Сэйю: Рицуо Сава
Лера (яп. (リアラ Riara)) — девочка из Фриз-сити, которая увидела Тобоэ в волчьем обличии (приняв его за собаку) и покормила сосисками. Она очень понравилась Тобоэ за оказанную доброту и радушие. Позже она разговаривает с ним, когда тот находится в человеческом обличии. Но после того как Тобоэ непредумышленно убивает её прирученного сокола, она в страхе понимает, что Тобоэ — волк.
Сэйю: Эри Сэндай
Нэзе — личный камергер Дарсии Третьего, ухаживает за Хамоной. Для своего владыки готова выполнять поручения, не считаясь с опасностью, при необходимости пожертвовать собой. У неё сильная воля и верное сердце.

## Список серий
| № серии | Название серии                                                                 | Трансляция в Японии  |
| ------- | ------------------------------------------------------------------------------ | -------------------- |
| 01      | Воющий Город «хо:ко: но гайкаку» (咆哮の街角)                                  | 6 января 2003 года   |
| 02      | Тобоэ, который не воет «коканай тообоэ» (哭かないトオボエ)                     | 13 января 2003 года  |
| 03      | Плохой парень «Bad Fellow»                                                     | 20 января 2003 года  |
| 04      | Шрамы пустыни «ко:я но кидзуато» (荒野の傷跡)                                  | 27 января 2003 года  |
| 05      | Падшие волки «отита о:ками» (堕ちた狼)                                         | 3 февраля 2003 года  |
| 06      | Переемники «укэцугу моно» (受け継ぐもの)                                       | 24 февраля 2003 года |
| 07      | Дева цветка «хана но сё:дзё» (花の少女)                                        | 3 марта 2003 года    |
| 08      | Песня сна «нэмури но ута» (眠りの歌)                                           | 10 марта 2003 года   |
| 09      | Опасения «гиваку» (疑惑)                                                       | 17 марта 2003 года   |
| 10      | Судьба Луны «Moon's Doom»                                                      | 7 апреля 2003 года   |
| 11      | Точка исчезновения «сё:сицутэн» (消失点)                                       | 14 апреля 2003 года  |
| 12      | Не заставляй меня грустить «Don't Make Me Blue»                                | 21 апреля 2003 года  |
| 13      | Мужские слёзы «отокотати но айка» (男たちの哀歌)                               | 28 апреля 2003 года  |
| 14      | Падшая крепость «боцураку но сиро» (没落の城)                                  | 5 мая 2003 года      |
| 15      | Серый волк «хайиро ооками» (灰色狼)                                            | 12 мая 2003 года     |
| 16      | Путь мечты «юмэ но табидзи» (夢の旅路)                                         | 19 мая 2003 года     |
| 17      | Цветочный запах, волчья кровь «хана но каори, ооками но ти» (花の香り、狼の血) | 26 мая 2003 года     |
| 18      | Люди, Волки и Книга Луны «хито ооками цуки но сё» (人 狼 月の書)               | 2 июня 2003 года     |
| 19      | Сон об оазисе «оадзису но юмэ» (オアシスの夢)                                  | 9 июня 2003 года     |
| 20      | Сознание «CONSCIOUSLY»                                                         | 16 июня 2003 года    |
| 21      | Зарево войны «татакай но ро:эн» (戦いの狼煙)                                   | 23 июня 2003 года    |
| 22      | Осколки падающих звёзд «нагарэбоси но хахэн» (流星の破片)                      | 30 июня 2003 года    |
| 23      | Сердцебиение чёрного города «курой мати но кодо:» (黒い街の鼓動)               | 7 июля 2003 года     |
| 24      | Аромат западни «вана но ниой» (罠の匂い)                                       | 14 июля 2003 года    |
| 25      | Фальшивые воспоминания «аямати но киоку» (過ちの記憶)                          | 21 июля 2003 года    |
| 26      | Лунный тигель «гэкко: ро» (月光炉)                                             | 28 июля 2003 года    |
| 27      | Куда уходит душа «тама но юкиката» (魂の行方)                                  | OVA                  |
| 28      | Выстрел раскаяния «кайкон но дзю:сэй» (悔恨の銃声)                             | OVA                  |
| 29      | Время прилива «High Tide, High Time»                                           | OVA                  |
| 30      | Волчий Дождь «Wolf's Rain»                                                     | OVA                  |

## Музыка

Обложка альбома музыки из аниме «Волчий дождь».

Музыку к аниме «Волчий дождь» сочиняла Ёко Канно.
- Открывающая композиция:
  - «Stray» — Стив Конте[англ.]
- Закрывающие композиции:
  - «Gravity» — Маая Сакамото
  - «Tell Me What the Rain Knows» — Маая Сакамото (26 серия)
  - «Stray» — Стив Конте (30 серия)
- Другие музыкальные композиции, используемые в сериях аниме и OVA:
  - Yoko Kanno — Rakuen
  - Joyce — Coracao Selvagem
  - Yoko Kanno — Renga
  - Yoko Kanno — Pilgrim Snow
  - Yoko Kanno — Leaving on Red Hill
  - Yoko Kanno — Shiro
  - Joyce — Dogs and Angels
  - Raj Ramayya — Strangers
  - Yoko Kanno — Sleeping Wolves
  - Yoko Kanno — Tip Toe Waltz
  - Yoko Kanno — My Little Flower
  - Steve Conte — Could You Bite the Hand?
  - Ilaria Graziano — Valse de la Lune
  - Yoko Kanno — Hot Dog Wolf
  - Yoko Kanno — Silver River
  - Yoko Kanno — Visions of a Flame
  - Joyce — Run, Wolf Warrior, Run
  - Yoko Kanno — Paradiso
  - Yoko Kanno — Sold Your Soul
  - Steve Conte — Heaven’s Not Enough
  - Yoko Kanno — Shiro, Long Tail’s
  - Gabriela Robin — Cycle
  - Yoko Kanno — Beyond Me
  - Yoko Kanno — Mouth on Fire
  - Yoko Kanno — Hounds
  - Yoko Kanno — Rain of Blossoms
  - Yoko Kanno — Separated
  - Yoko Kanno — Escape
  - Yoko Kanno — Face On
  - Yoko Kanno — Tsume No Suna
  - Ilaria Graziano — Flying to You
  - Yoko Kanno — Night Owl
  - Yoko Kanno — Shi No Mori
  - Yoko Kanno — Indiana
  - Franco Sansalone — Amore Amaro
  - Yoko Kanno — Friends
  - Yoko Kanno — Float
  - Yoko Kanno — Trace
  - Yoko Kanno — Sad Moon
  - Maaya Sakamoto — Cloud 9
  - Yoko Kanno — Go to Rakuen